# しんくみ お得ねっと
しんくみ お得ねっと（しんくみ おとくねっと）は、キャッシュカードを発行している信用組合が任意で参加し、個別によって参加した各信用組合相互間ATM・CD出金利用手数料無料提携サービスのことである。

## 概要
同サービスに参加している各信用組合が管理するATM・CD（各信用組合以外が幹事金融機関となる共同利用店舗などを除く）を相手の参加信用組合が発行しているキャッシュカードを利用する場合、平日8時45分 - 18時の出金、土曜9時 - 14時の出金についてはATM利用手数料が無料で利用できる。対象となるのは「しんくみ お得ねっと」のステッカーが貼ってある参加信用組合ATMである。一部の参加信用組合では、土曜日のATM利用手数料を終日有料とする自動機店舗があり、2000年代以降、増加傾向にある。
ただし、「しんくみ お得ねっと」に参加していない信用組合のキャッシュカードをそれぞれの同サービス参加信用組合ATMにて出金の場合、あるいは「しんくみ お得ねっと」参加信用組合のキャッシュカードをそれぞれの同サービスに参加していない信用組合ATMにて出金の場合は「その他信用組合（MICS）」扱いの出金利用手数料がかかる。

## 沿革
- 2002年4月 サービス開始。

## 「しんくみ お得ねっと」参加金融機関
（2020年1月20日現在・お得ねっとパンフレットより抜粋）
- 以下のリストにはない信用組合では本サービスの対象外となる。また、以下のリストにある参加信用組合でもATMが設置されていない店舗もある。

### 北海道
- 北央信用組合
- 札幌中央信用組合
- ウリ信用組合
- 函館商工信用組合
- 空知商工信用組合
- 十勝信用組合
- 釧路信用組合

### 東北

#### 青森県
- 青森県信用組合

#### 岩手県
- 杜陵信用組合

#### 宮城県
- 石巻商工信用組合
- 古川信用組合
- 仙北信用組合

#### 秋田県
- 秋田県信用組合

#### 山形県
- 山形第一信用組合

#### 福島県
- 福島県商工信用組合
- いわき信用組合
- 相双五城信用組合
- 会津商工信用組合

### 関東

#### 茨城県
- 茨城県信用組合

#### 栃木県
- 真岡信用組合
- 那須信用組合

#### 群馬県
- あかぎ信用組合
- 群馬県信用組合
- ぐんまみらい信用組合

#### 埼玉県
- 熊谷商工信用組合

#### 千葉県
- 房総信用組合
- 銚子商工信用組合
- 君津信用組合

#### 東京都
- あすか信用組合
- 全東栄信用組合
- 東京厚生信用組合
- 東信用組合
- 江東信用組合
- 青和信用組合
- 中ノ郷信用組合
- 共立信用組合
- 七島信用組合
- 大東京信用組合
- 第一勧業信用組合
- ハナ信用組合

#### 神奈川県
- 神奈川県医師信用組合
- 神奈川県歯科医師信用組合
- 横浜幸銀信用組合
- 信用組合横浜華銀
- 小田原第一信用組合
- 相愛信用組合

### 中部

#### 新潟県
- 新潟縣信用組合
- 新潟鉄道信用組合
- 興栄信用組合
- はばたき信用組合
- 協栄信用組合
- 巻信用組合
- 新潟大栄信用組合
- ゆきぐに信用組合
- 糸魚川信用組合

#### 山梨県
- 山梨県民信用組合
- 都留信用組合

#### 長野県
- 長野県信用組合

#### 富山県
- 富山県医師信用組合
- 富山県信用組合

#### 石川県
- 金沢中央信用組合

#### 福井県
福井県の信組で唯一キャッシュカードを発行している福泉信用組合は本サービスには参加していない。

#### 静岡県
静岡県で唯一である静岡県医師信用組合ではキャッシュカードを発行していないため、本サービスには参加していない。

#### 愛知県
- 信用組合愛知商銀
- 愛知県警察信用組合
- 名古屋青果物信用組合
- 豊橋商工信用組合
- 愛知県中央信用組合

#### 岐阜県
- 岐阜商工信用組合
- イオ信用組合
- 益田信用組合

#### 三重県
三重県で唯一である三重県職員信用組合ではキャッシュカードを発行していないため、本サービスには参加していない。

### 近畿

#### 滋賀県
- 滋賀県民信用組合
- 滋賀県信用組合

#### 京都府
- 京滋信用組合

#### 大阪府
- 大同信用組合
- 成協信用組合
- 大阪協栄信用組合
（注：合併前の旧：富士信用組合店舗の口座保有者かつ、旧組合名のキャッシュカードを所持・利用している場合に限る（ATMも旧：富士信組店舗である神戸営業部のみ、設置）。なお従前の大阪協栄信組店舗ではATM非設置・キャッシュカード非取扱いである。）
- 大阪貯蓄信用組合
- のぞみ信用組合
- 中央信用組合
- 大阪府医師信用組合
- 近畿産業信用組合
- ミレ信用組合

#### 兵庫県
- 兵庫県信用組合
- 淡陽信用組合
- 兵庫ひまわり信用組合

#### 奈良県
奈良県には信用組合が存在しない。

#### 和歌山県
和歌山県で唯一である和歌山県医師信用組合ではキャッシュカードを発行していないため、本サービスには参加していない。

### 中国

#### 鳥取県
鳥取県には信用組合が存在しない。

#### 島根県
- 島根益田信用組合

#### 岡山県
- 朝銀西信用組合
- 笠岡信用組合

#### 広島県
- 広島市信用組合

#### 山口県
- 山口県信用組合

### 四国

#### 徳島県
徳島県には信用組合が存在しない。

#### 香川県
- 香川県信用組合

#### 愛媛県
愛媛県には信用組合が存在しない。

#### 高知県
- 土佐信用組合
- 宿毛商銀信用組合

### 九州

#### 福岡県
- 福岡県信用組合

#### 佐賀県
- 佐賀東信用組合
- 佐賀西信用組合

#### 長崎県
- 長崎三菱信用組合
- 西海みずき信用組合
- 福江信用組合

#### 熊本県
- 熊本県信用組合

#### 大分県
大分県で唯一である大分県信用組合は本サービスには参加していない。

#### 宮崎県
- 宮崎県南部信用組合

#### 鹿児島県
- 鹿児島興業信用組合
- 奄美信用組合

### 沖縄県
沖縄県には信用組合が存在しない。

## かつて提携に参加していた信用組合
- 玖珠郡信用組合（2007年11月19日をもって大分県信用組合に合併されたため）
- 北陸商銀信用組合（2007年12月25日をもって横浜商銀信用組合に合併されたと同時に、名称を中央商銀信用組合に改称）
- 室蘭商工信用組合（2008年1月21日をもって伊達信用金庫に合併されたため。合併後はしんきんATMゼロネットサービスを提供している）
- 鹿児島県信用組合（2008年11月10日をもって鹿児島興業信用組合に合併されたため）
- 城北信用組合（2009年10月13日をもって中ノ郷信用組合に合併されたため）
- 両津信用組合（2010年3月23日をもって新潟縣信用組合に合併されたため）
- 富士信用組合（2010年10月12日をもって大阪協栄信用組合に合併されたため(合併後の取扱いについては#大阪府の欄を参照)）
- あすなろ信用組合（2014年3月10日をもって中央商銀信用組合に合併されたと同時に、名称を横浜中央信用組合に改称）